# Chu (Dziesięć Królestw)

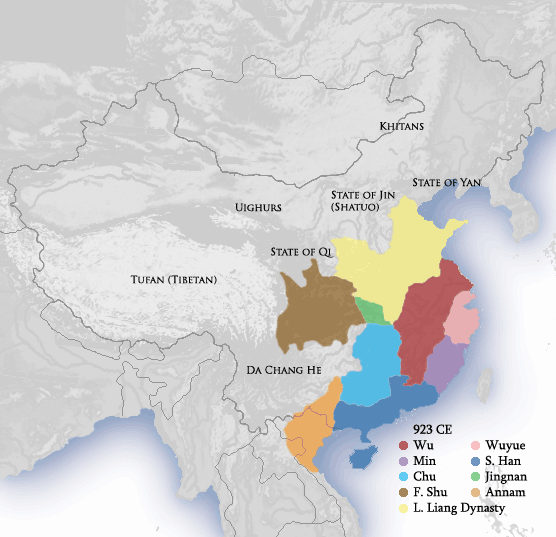
Chiny w 923 r.; państwo Chu zaznaczone na jasnobłękitno

Chu (chiń. 楚; pinyin Chǔ) – krótkotrwałe państwo w południowych Chinach, jedno z Dziesięciu Królestw.
Założyciel, Ma Yin, w 896 został gubernatorem wojskowym regionu, a w 907 - księciem Chu. Po upadku dynastii Tang, Cesarz Późniejszej dynastii Tang podniósł go, w 927, do rangi samodzielnego księcia Chu. Ma Lin i jego następcy rządzili terytorium obejmującym dzisiejszą prowincję Hunan i północnowschodnie Guangxi; ich stolica znajdowała się w Changsha. Konflikty w łonie rodziny panującej spowodowały prośbę o interwencję, skierowaną do Południowego Tang, które uderzyło na Chu, zajęło jego terytorium, a władców deportowała do Nankinu.
| Imię pośmiertne 諡號 ) | Nazwisko i imię   | Okres panowania |
| ---------------------- | ----------------- | --------------- |
| 武穆王 Wǔmù wáng       | 馬殷 Mǎ Yīn       | 907-930         |
| 衡陽王 Héngyáng wáng   | 馬希聲 Mǎ Xīshēng | 930-932         |
| 文昭王 Wénzhāo wáng    | 馬希範 Mǎ Xīfàn   | 932-947         |
| 廢王 Fèi wáng          | 馬希廣 Mǎ Xīgǔang | 947-950         |
| 恭孝王 Gōngxiào wáng   | 馬希萼 Mǎ Xī È    | 950             |
| brak                   | 馬希崇 Mǎ Xīchóng | 950-951         |